# Матфей 1:4
Евангелие от Матфея 1:4 — четвёртый стих первой главы Евангелия от Матфея (Мф. 1:4) в Новом Завете. Этот стих является частью раздела, в котором приводится генеалогия Иосифа, отца Иисуса.

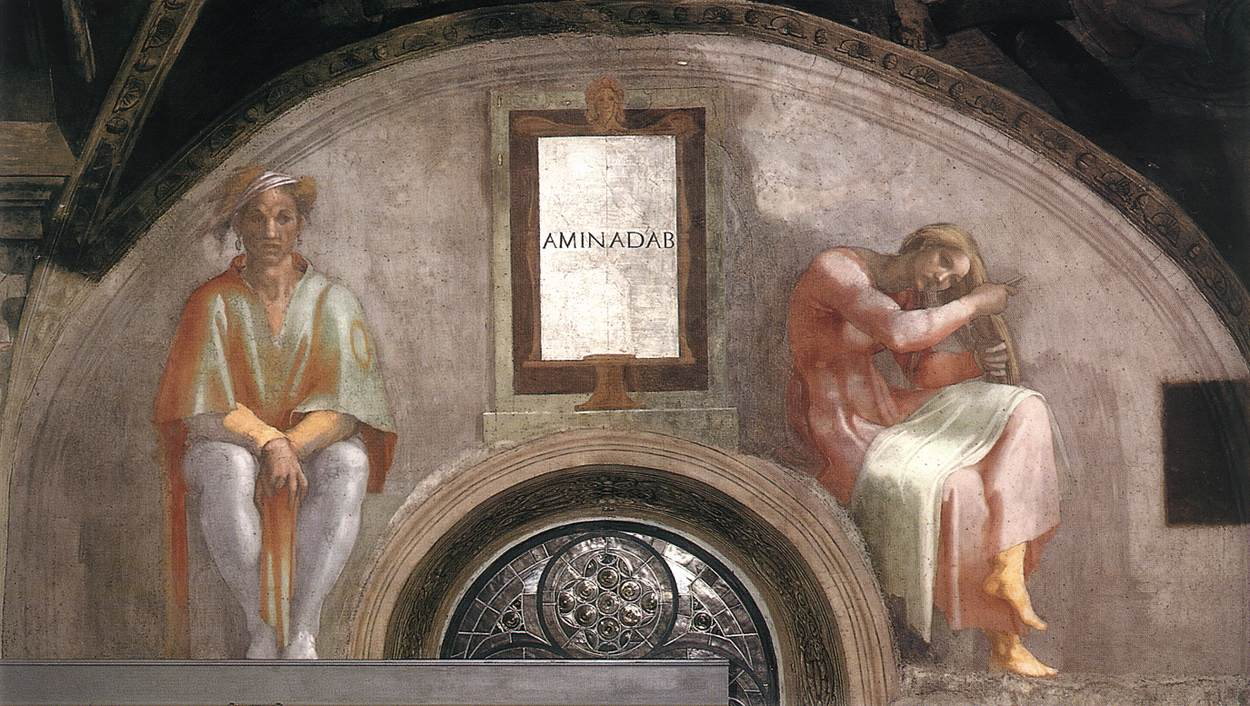
Микеланджело. Аминадав

## Содержание
В Синодальном Переводе текст гласит:
Арам родил Аминадава; Аминадав родил Наассона; Наассон родил Салмона;

## Анализ
Эта генеалогия совпадает с генеалогией, приведённой в других местах Библии, включая Лк. 3:33. Здесь охвачен период, когда евреи находились в плену в Египте, вплоть до Исхода или после него. Отрывок ведёт генеалогию через Арама, Амминадава, Наассона и Салмона, из которых только Наассон, зять Аарона, является примечательной фигурой. Согласно Ветхому Завету, именно Наассону Моисей и передал управление коленом Иуды, и, таким образом, именно от него и произошли многие цари Иудеи. 
Раймонд Э. Браун отмечает, что в этом отрывке генеалогия движется слишком быстро. Есром, отец Арама, упоминается в Быт. 46:12 в связи с переходом Иосифа в Египет. Аминадав, которого Матфей называет внуком Есрома, упоминается в Чис. 1:7 в связи с скитанием по пустыне после Исхода. Таким образом, остаются только 3 поколения, охватывающие период в Египте, который продлился несколько столетий.